# Остимчук Ігор Васильович
Ігор Васильович Остимчук — полковник Збройних сил України, командир 4-ї танкової бригади з травня 2023 року.

## Нагороди
- Орден Богдана Хмельницького III ступеня [3]